# Zhang Ouying
Zhang Ouying (Zhangjiakou, 2 de novembro de 1975 — San Diego, 1 de dezembro de 2018) foi uma futebolista chinesa que atuava como meia.

## Carreira
Zhang Ouying integrou o elenco da Seleção Chinesa de Futebol Feminino, nas Olimpíadas de 2000 e 2004.

## Morte
No início de 2018, Zhang foi diagnosticada com câncer em ambos os pulmões, vindo a falecer em 1 de dezembro do mesmo ano, aos 43 anos.